# Emma Jung
Emma Jung (født Emma Marie Rauschenbach; 30. marts 1882 i Schaffhausen i Schweiz – 27. november 1955) var en schweizisk dybdepsykolog og forfatter.
Hun blev i 1903 gift med Carl Gustav Jung og er herefter kendt som Emma Jung. De var gift i mere end 50 år og fik fem børn (se under Carl Gustav Jung).
Hun var en af de rigeste arvinger i Schweiz, men fik ingen højere uddannelse. Hendes ægteskab med den ubemidlede Jung var velkomment, da familien gerne ville have en diskret læge til at tilse hendes fars gradvise forværring af den syfilis, han havde pådraget sig ved et sjældent sidespring på forretningsrejse til Budapest.
Jung begyndte at analysere sin kone i 1910. I de seks breve, hun sendte Freud sent i 1911, udviser hun en indgående forståelse af det underbevidste. Hun tolkede med stor klogskab Freuds holdning til hendes mand, og anbefalede ham ikke at se på Jung med en fars blik, men som det ene menneske til det andet. Selv måtte hun leve med, at Jung var populær blandt damerne, og i årevis havde et forhold til Sabina Spielrein.
Emma Jung arbejdede flere år på bogen The Grail Legend (Gralslegenden), men fik den ikke færdig. Den blev skrevet færdig af Marie-Louise von Franz i 1960.
Emma Jung var den første præsident for Der Psychologische Club Zürich, oprettet i 1916. Senere var hun medlem af direktionen for C.G. Jung Institut i Zürich og praktiserede selv som psykoanalytiker. Hun udgav bogen Animus og Anima i 1957 (dansk udgave i 1984).